# エヴァン・カレイジャス
エヴァン・カレイジャス（Evan Karagias、1973年11月27日 - ）は、アメリカ合衆国のモデル、俳優、プロレスラー。ノースカロライナ州ガストニア出身。

## 来歴
プロレスラーになる以前はモデルや俳優として活動し、ニューヨークを拠点とした各メディアで活躍。
1997年、WCWパワープラントにてトレーニングを積んでプロレスラーとしてのキャリアを開始。WCWのクルーザー級戦線で活動し、1999年11月のPPV『メイヘム1999』にてディスコ・インフェルノからWCWクルーザー級王座を奪取。WCW年間最大のPPVである12月の『スターケード1999』では女子レスラーのメデューサを相手に防衛戦を行うが、マネージャーとして帯同していたスパイスの裏切りもあってメデューサに敗れ、史上初のクルーザー級女子王者を誕生させた。
2000年、シェイン・ヘルムズとシャノン・ムーアをメンバーに、アイドル系ヒール・ユニットの3カウント（3 Count）を結成し、リーダー格として活動。総合格闘家のタンク・アボットをボディーガードに迎え、同じくトリオユニットであるヤング・ドラゴンズ（カズ・ハヤシ、ジミー・ヤン、ジェイミー・サン）と抗争を展開した。同年2月にはブライアン・ノッブスとWCWハードコア王座をかけ、3カウント全員対ノッブスという3対1でのハンディキャップ・マッチに勝利し、タイトルを3者共有で保持した。
2001年のWCW崩壊後は、WWFへ契約を引き継がれる形で入団。WCWとECWの連合軍、アライアンスの一員となるが、デビュー戦後以降リングに姿を現すことなく1年足らずで解雇となった。
WWF解雇後はAWAスーパースターズ・オブ・レスリングやUPW（Ultimate Pro Wrestling）などに参戦。2005年以降からはプロレスラーとしての活動は少なくなり、俳優としての活動が主になっている。

## その他
- ファミリーネームであるカレイジャス（Karagias）は父方からの家系でギリシャ語起源である。

## 得意技
- アウトレイジャス・コークスクリュー

フィニッシャー。コークスクリュー・セントーン
- コークスクリュー・スプラッシュ
- バックブリーカー
- スピリングボード式クロス・ボディ
- ドロップキック

## 獲得タイトル
WCW
- WCWクルーザー級王座 ： 1回[1]
- WCWハードコア王座 ： 1回

AWAスーパースターズ・オブ・レスリング
- WSL世界ヘビー級王座 ： 3回

HWA
- HWAタッグチーム王座 ： 1回

w / シャノン・ムーア